# Чайжунусов, Жакия
Жакия Чайжунусов (каз. Жақия Шайжүнісов; 29 мая 1914 года, село Кулменды — 2 сентября 1983 года, Семипалатинск, Казахская ССР) — педагог, директор Кокпектинского детского дома имени М. Горького Кокпектинского района Семипалатинской области, Казахская ССР. Герой Социалистического Труда (1968). Заслуженный учитель Казахской ССР (1962).

## Биография
Родился в 1914 году в бедной крестьянской семье в ауле Кулменды (сегодня — Абайский район). Происходит из рода тобыкты племени аргын. В четыре года стал сиротой, воспитывался у родственников. Окончив в 1929 году семилетку, поступил на учёбу в 1931 году в горно-промышленное училище при руднике «Акжал». По окончании учёбы переехал в посёлок Кокпекты Абайского района, где с августа 1933 года стал работать воспитателем в местном детском доме, в котором проживало около 150 воспитанников в двух сельских домах.
С августа 1934 года — заместитель директора по воспитательной работе и с 1938 года — директор этого же детского дома. В 1940 году окончил заочное отделение Семипалатинского педагогического училища. Применял макаренковскую систему воспитания детей-сирот. Организовал при детском доме различные мастерские, кружки и подсобное хозяйство, в котором содержалось около трёхсот голов крупного рогатого скота и двух тысяч овец. Детский дом содержал огород, пасеку и фруктовый сад. В нём работала собственная пекарня. Подсобное хозяйство позволяло обеспечивать воспитанников полноценным питанием в голодные военные и послевоенные годы. Излишки сельскохозяйственных продуктов, полученных на подсобном хозяйстве, детский дом сдавал государству.
В 1953 году окончил заочное отделение факультета истории Семипалатинского педагогического института. К началу 1970-х годов на территории Кокпектинского детского дома были построены многоэтажные жилые дома с центральным отоплением с социальной и культурной инфраструктурой.
За большие заслуги в деле обучения и коммунистического воспитания молодёжи удостоен звания Героя Социалистического Труда указом Президиума Верховного Совета СССР от 1 июля 1968 года с вручением ордена Ленина и золотой медали «Серп и Молот».
Руководил Кокпектинским детским домом в течение 43 лет. Во время его управления детским домом в самостоятельную жизнь были выпущены 5687 сирот. Одним из воспитанников был Герой Социалистического Труда Кумар Раев, чьим именем был назван Кокпектинский детский дом.
Избирался депутатом Семипалатинского областного и Кокпектинского районного совета народных депутатов.
В 1976 году вышел на пенсию. Проживал в Семипалатинске, где работал в местном Краеведческом музее. Создал в нём отдел по охране памятников архитектуры и истории.
Скончался в 1983 году.

## Семья
Воспитал восьмерых собственных детей.
- Сын: Чайжунусов, Сержан Жакиянович (1957 гр)
- Сын: Чайжунусов, Токан Жакиянович (1944 гр)
- Сын: Чайжунусов, Маркен Жакиянович (1939 гр) — аким города Семей (октябрь 1998 — март 2000)
- Внук: Чайжунусов Дален — женат на внучке бывшего президента Казахстана Венере Назарбаевой.[3]

## Награды
Награды
- Герой Социалистического Труда
- Орден Ленина
- Орден «Знак Почёта» (16.11.1945)

Память
- Его именем названы улицы в городе Семей и села Кокпекты.
- В городе Семей на доме № 105 на улице Жакия Чайжунусова установлена мемориальная табличка в честь Героя Социалистического Труда.
- В 1992 году его имя было присвоено средней школе в селе Кокпекты.
- В 2012 году его имя было присвоено Электронному колледжу в городе Семей.